# Наварро, Манель
Манель Наварро Кесада (англ. Manel Navarro Quesada; род. 7 марта 1996, Сабадель, Испания) — испанский певец, автор песен и гитарист. Представлял Испанию на конкурсе Евровидение 2017 с песней «Do It for Your Lover»., где занял последнее 26-е место.

## Биография
В 2014 году одержал победу на конкурсе молодых исполнителей Catalunya Teen Star. 4 декабря 2014 выпустил дебютный сингл «Brand New Day». В 2015 году подписал контракт с испанской компанией «Sony Music». 
В январе 2017 опубликовал сингл «Do It For Your Lover». 12 января был объявлено, что Наваро — один из шести кандидатов в национальном финале Испании на Евровидении 2017. 11 февраля 2017 стало известно, что именно он станет представителем страны на конкурсе.